# Madickenförkläde

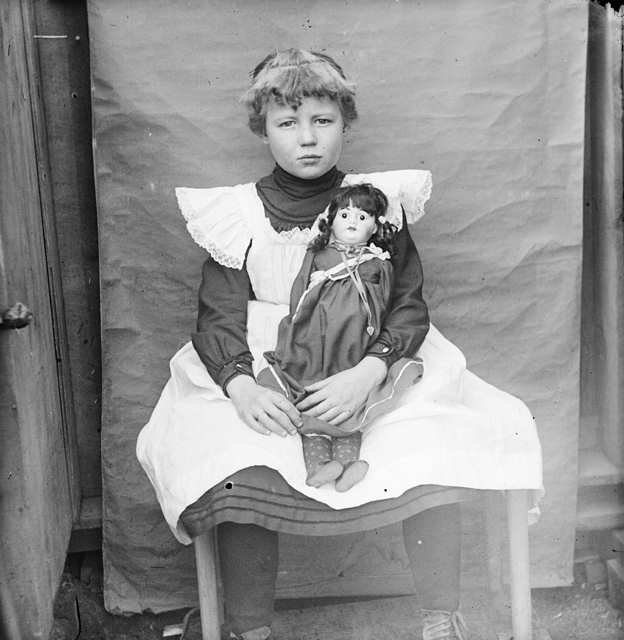
Flicka i madickenförkläde i Denver, Colorado i USA, under tidigt 1900-tal.

Madickenförkläde är ett förkläde som påminner om en ärmlös klänning som knäpps i nacken, men annars är öppen bak. Det har i Sverige under 1900-talet fått sitt namn av att Astrid Lindgrens populära karaktär Madicken ofta porträtteras i ett sådant förkläde. Ett äldre namn är blusförkläde.
Ett madickenförkläde bärs utanpå annan klädsel, som vanligen är en klänning. Om det är helt ihopsytt i ryggen kan det användas som en förklädesklänning över en topp eller blus och brukar då kallas madickenklänning.
Plagget var länge en vanlig vardagsklädsel för flickor i Europa och Nordamerika. Även i dag används det av flickor i alla åldrar.
Ett karin-förkläde påminner om ett madickenförkläde, men är avsett för vuxna.